# Сергиевка 2-я (Саратовская область)
Сергиевка 2-я — деревня в Лысогорском районе Саратовской области. Входит в состав Раздольновского муниципального образования.

## География
Находится на реке Рыбка, на расстоянии примерно 45 километров по прямой на юго-восток от районного центра поселка Лысые Горы.

## История
Официальная дата основания 1830 год. Альтернативное название Бедновка.

## Население
Постоянное население не зафиксировано в 2002 году, в 2010.

## Известные уроженцы
Дубровин Николай Васильевич (1926—1995) — советский и российский врач-отоларинголог. Заведующий отоларингологическим отделением Республиканской больницы Марийской АССР (1961―1988), главный врач-отоларинголог Министерства здравоохранения Марийской АССР (1962―1988). Заслуженный врач РСФСР (1970). Заслуженный врач Марийской АССР (1960).